# Kirkkokari
Kirkkokari ("Crkveni otočić", poznat i kao Otok Svetog Henrika) mali je otok u jezeru Köyliönjärviu općini Köyliö, Satakunta, Finska. 

## Hodočasničko mjesto
To je jedino moderno rimokatoličko hodočasničko mjesto u Finskoj i jedno od rijetkih u nordijskim zemljama.
Prema predaji, svetog Henrika je ubio Lalli na ledu jezera Köyliö kod otoka Kirkkokari u zimu 1156. Od 13. stoljeća bio je mjesto hodočašća katolika. Na otoku je sagrađena mala kapelica koja se koristila do 18. stoljeća. Još su vidljivi temelji kapelice. Godine 1955. spomenik pokrštavanja Finske podignut je u Kirkkokariju, a mali oltar, "oltar svetog Henrika", 1999.
Finska Rimokatolička crkva organizira godišnje hodočašće u Kirkkokari Putem Svetog Henrika. Putovanje dugo 140 kilometara kreće iz grada Turku. Završava misom zadušnicom u Kirkkokariju zadnje nedjelje prije Ivanjske.

## Vanjske poveznice
|  | Zajednički poslužitelj ima još gradiva o temi Kirkkokari |